# Kay Wohlsen
Kay Wohlsen (* 1953 in Süderbrarup) ist ein deutscher Fernseh-Journalist und Fernseh-Moderator.

## Leben
Kay Wohlsen wurde 1953 in Süderbrarup geboren und verbrachte seine Jugend in Flensburg. Die Musiker Larry Evers und Shanger Ohl (Gruppe Godewind) hatten zusammen mit Kay Wohlsen bereits 1976 das „Trio Albatros“ gegründet. Das Trio produzierte drei Langspielplatten und zwei Singles (meist mit Eigenkompositionen), trat in verschiedenen Diskotheken, Konzertsälen und auch im Ersten Deutschen Fernsehen auf.
Es folgte relativ schnell der Wechsel von der Musik zum Journalismus. In Flensburg begann Kay Wohlsen eine Ausbildung (Volontariat) beim Schleswig-Holsteinischen Zeitungsverlag. 1985 wechselte Wohlsen zum Hörfunk, arbeitete dort als Redakteur beim Norddeutschen Rundfunk im NDR-Studio Flensburg. Kay Wohlsen recherchierte und schrieb nebenbei für die Deutsche Presse-Agentur (dpa) und produzierte vor seiner NDR-Zeit Hörfunk-Beiträge für „Radio Luxemburg“. 1986 wurde er beim NDR fest angestellt.
Ein Jahr später wechselte Kay Wohlsen vom Studio Flensburg zum Landesfunkhaus des NDR nach Kiel in die dortige Fernsehredaktion des Schleswig-Holstein Magazins, das er einige Jahre lang moderierte. Er moderierte ab 1990 auch mehrere Male – gemeinsam mit seiner Kollegin Anne Karin – den „NDR Kieler Treff“ live von der Kieler Woche, realisierte unzählige aktuelle Fernsehbeiträge, einige 90-minütige Reportagen, moderierte die Talkshow „Doppelkopf“ und mehrere Male das Schleswig-Holstein Magazin auf Plattdeutsch. 2007 veröffentlichte er zusammen mit dem bekannten GEO-Fotografen Heinz Teufel das Buch „Flensburg. Eine Bildreise “. Bis 2017 arbeitete Kay Wohlsen als Planungs-Redakteur beim „NDR Schleswig-Holstein Magazin“ und ging im selben Jahr nach 31 Berufsjahren beim NDR in Pension.
Kay Wohlsen lebt in einem Vorort von Flensburg.